# Nothria maremontana
Nothria maremontana är en ringmaskart som beskrevs av André och Pleijel 1989. Nothria maremontana ingår i släktet Nothria och familjen Onuphidae. Inga underarter finns listade i Catalogue of Life.